# Tautomeria
Tautomeria é o caso particular de isomeria funcional em que os dois isômeros ficam em equilíbrio químico dinâmico. Tautômeros são as moléculas que realizam a isomeria e tautomerização refere-se à reação de tautomeria.

Os casos mais comuns ocorrem entre:
- aldeído e enol
- cetona e enol

## Referência bibliográfica
- FELTRE, Ricardo - Fundamentos da Química (4ª edição), São Paulo - 2005 (Ed. Moderna)
- Antonov Liudmil (ed.) - Tautomerism: Methods and Theories, Weinheim - 2013 (Wiley-VCH)